# Evan Lysacek
Evan Frank Lysacek (pronuncia [ɛvʌn lyːsaːʧek], Chicago, Illinois, 4 de junho de 1985) é um ex-patinador artístico norte-americano. Ele é o campeão do Campeonato Mundial de Patinação Artística no Gelo de 2009, campeão de 2005 e 2007 do Four Continents Figure Skating Championships, e medalhista de bronze de 2008 do Grand Prix Final.
Em 2010 ele ganhou o título olímpico nos Jogos de Vancouver, tornando-se o primeiro estadunidense a ganhar o título, desde Brian Boitano em 1988, e o primeiro campeão do mundo a vencer desde Scott Hamilton em 1984.

## Principais resultados
| Jogos Olímpicos |                  |                  |                   |                  |                  |                   |                   | 4.º               |                  |                   |                   | Medalha de ouro  |
| Campeonato Mundial |                  |                  |                   |                  |                  |                   | Medalha de bronze | Medalha de bronze | 5.º              |                   | Medalha de ouro   |                  |
| Campeonato dos Quatro Continentes |                  |                  |                   |                  | 10.º             | Medalha de bronze | Medalha de ouro   |                   | Medalha de ouro  | Medalha de bronze | Medalha de prata  |                  |
| GP Final do Grand Prix |                  |                  |                   |                  |                  |                   |                   |                   | WD               | Medalha de bronze |                   | Medalha de ouro  |
| GP Cup of China |                  |                  |                   |                  |                  |                   |                   |                   | Medalha de ouro  | Medalha de prata  |                   | Medalha de prata |
| GP Cup of Russia |                  |                  |                   |                  |                  |                   | 5.º               |                   |                  |                   |                   |                  |
| GP NHK Trophy |                  |                  |                   |                  |                  |                   |                   | Medalha de prata  |                  |                   |                   |                  |
| GP Skate America |                  |                  |                   |                  |                  |                   | 5.º               | Medalha de prata  | Medalha de prata | Medalha de prata  | Medalha de bronze | Medalha de ouro  |
| GP Skate Canada International |                  |                  |                   |                  |                  |                   |                   |                   |                  |                   | Medalha de bronze |                  |
| Internacional – Júnior |                  |                  |                   |                  |                  |                   |                   |                   |                  |                   |                   |                  |
| Campeonato Mundial Júnior |                  |                  | Medalha de prata  |                  | Medalha de prata | Medalha de prata  |                   |                   |                  |                   |                   |                  |
| JGP Grand Prix Júnior Final |                  |                  | 8.º               |                  | 5.º              | Medalha de ouro   |                   |                   |                  |                   |                   |                  |
| JGP JGP Alemanha |                  |                  | Medalha de prata  |                  |                  |                   |                   |                   |                  |                   |                   |                  |
| JGP JGP Canadá |                  | 7.º              |                   |                  | Medalha de prata |                   |                   |                   |                  |                   |                   |                  |
| JGP JGP Croácia |                  |                  |                   |                  |                  | Medalha de ouro   |                   |                   |                  |                   |                   |                  |
| JGP JGP França |                  |                  |                   |                  | Medalha de prata |                   |                   |                   |                  |                   |                   |                  |
| JGP JGP Japão |                  |                  |                   |                  |                  | Medalha de ouro   |                   |                   |                  |                   |                   |                  |
| JGP JGP Noruega |                  |                  | Medalha de prata  |                  |                  |                   |                   |                   |                  |                   |                   |                  |
| JGP JGP Suécia |                  | Medalha de ouro  |                   |                  |                  |                   |                   |                   |                  |                   |                   |                  |
| Gardena Spring Trophy |                  | Medalha de prata |                   |                  |                  |                   |                   |                   |                  |                   |                   |                  |
| Triglav Trophy |                  |                  |                   | Medalha de ouro  |                  |                   |                   |                   |                  |                   |                   |                  |
| Nacional |                  |                  |                   |                  |                  |                   |                   |                   |                  |                   |                   |                  |
| Campeonato dos Estados Unidos |                  |                  | 12.º              | 12.º             | 7.º              | 5.º               | Medalha de bronze | Medalha de prata  | Medalha de ouro  | Medalha de ouro   | Medalha de bronze | Medalha de prata |
| Campeonato dos Estados Unidos – Júnior |                  | Medalha de ouro  |                   |                  |                  |                   |                   |                   |                  |                   |                   |                  |
| Campeonato dos Estados Unidos – Noviço | Medalha de ouro  |                  |                   |                  |                  |                   |                   |                   |                  |                   |                   |                  |
| Seccional Centro-Oeste |                  |                  | Medalha de bronze | Medalha de prata | Medalha de ouro  |                   |                   |                   |                  |                   |                   |                  |
| Seccional Centro-Oeste – Júnior |                  | Medalha de prata |                   |                  |                  |                   |                   |                   |                  |                   |                   |                  |
| Seccional Centro-Oeste – Noviço | Medalha de prata |                  |                   |                  |                  |                   |                   |                   |                  |                   |                   |                  |
| Regional UGL |                  |                  |                   | WD               | Medalha de ouro  |                   |                   |                   |                  |                   |                   |                  |
| Regional UGL – Noviço | Medalha de prata |                  |                   |                  |                  |                   |                   |                   |                  |                   |                   |                  |
| Equipes |                  |                  |                   |                  |                  |                   |                   |                   |                  |                   |                   |                  |
| Troféu Mundial por Equipes |                  |                  |                   |                  |                  |                   |                   |                   |                  |                   | 1T/1P             |                  |
| |                  |                  |                   |                  |                  |                   |                   |                   |                  |                   |                   |                  |
| Legenda: GP = Grand Prix; JGP = Grand Prix Júnior; WD = Abandonou; T = Posição da equipe; P = Posição individual; Competição não foi disputada nesta temporada |                  |                  |                   |                  |                  |                   |                   |                   |                  |                   |                   |                  |